# Kreisgericht Bütow
Das Kreisgericht Bütow war ein preußisches Kreisgericht in der damaligen Provinz Pommern mit Sitz in der Stadt Bütow.

## Geschichte
In Bezirk des Kreisgerichts Bütow bestanden bis 1849 das königliche Land- und Stadtgericht Bütow sowie viele Patrimonialgerichte.
1849 wurden in Preußen einheitlich Kreisgerichte geschaffen. Hierbei wurde die Patrimonialgerichtsbarkeit abgeschafft und die Patrimonialgerichte wurden aufgehoben. Auch die eingangs genannten Gerichte wurden aufgehoben und es entstand das Königliche Kreisgericht Bütow im Sprengel des Appellationsgerichts Cöslin. Es war für den Kreis Bütow, den größten Teil des Kreises Rummelsburg und einen kleinen Teil des Kreises Stolp zuständig.
Zuständiges Schwurgericht war das Kreisgericht Stolp. Am Gericht waren 1870 ein Direktor und sechs Kreisrichter eingesetzt. 1870 betrug die Zahl der Gerichtseingesessenen 53.599. Eine Gerichtskommission bestand in Rummelsburg.
Im Rahmen der Reichsjustizgesetze wurde das Gerichtswesen in Deutschland 1879 vereinheitlicht. Damit wurde das Kreisgericht Bütow aufgehoben und das königlich preußische Amtsgericht Bütow mit Wirkung zum 1. Oktober 1879 als eines von sieben Amtsgerichten im Bezirk des Landgerichtes Stolp als Nachfolger gebildet.  Auch die Gerichtskommission wurde in ein Amtsgericht (Amtsgericht Rummelsburg) umgewandelt.